# Xã Lac qui Parle, Quận Lac qui Parle, Minnesota
Xã Lac qui Parle (tiếng Anh: Lac qui Parle Township) là một xã thuộc quận Lac qui Parle, tiểu bang Minnesota, Hoa Kỳ. Năm 2010, dân số của xã này là 178 người.